# La Miel (Panama)
La Miel è un comune (corregimiento) della Repubblica di Panama situato nel distretto di Las Tablas, provincia di Los Santos. Si estende su una superficie di 34,2 km² e conta una popolazione di 290 abitanti (censimento 2010).